# Daimler Stahlradwagen
Daimler Stahlradwagen (у перекладі — «автомобіль Даймлера зі сталевими колесами») — прототип автомобіля, сконструйований німецькими інженерами Готтлібом Даймлером і Вільгельмом Майбахом у 1889 році для демонстрування розроблених ними технічних новинок. Транспортний засіб було виготовлено у 2-х примірниках. Вважається одним з перших легкових транспортних засобів в історії автомобілебудування з чотирма колесами і двигуном внутрішнього згоряння, що працює на продуктах нафтопереробки. Від моторизованого візка Daimler Motorkutsche 1886 року дана модель відрізняється іншою конструкцією шасі й новим силовим агрегатом. Крім того, загальна концепція транспортного засобу робить його у більшій мірі схожим до повноцінних сучасних автомобілів. Ліцензії за патентами на перший в історії V-подібний двоциліндровий двигун, встановлений на цій моделі, були згодом куплені інженером Арманом Пежо і компанією «Panhard & Levassor» для організації виробництва такого двигуна у Франції.
Інтерес до експериментального автомобіля на Всесвітній виставці 1889 у Парижі з боку іноземних підприємців приніс компаньйонам комерційний успіх, в результаті якого було засновано компанію «Daimler-Motoren-Gesellschaft» — одного з найбільших виробників автомобілів у Європі того часу.

## Історія

### Передумови

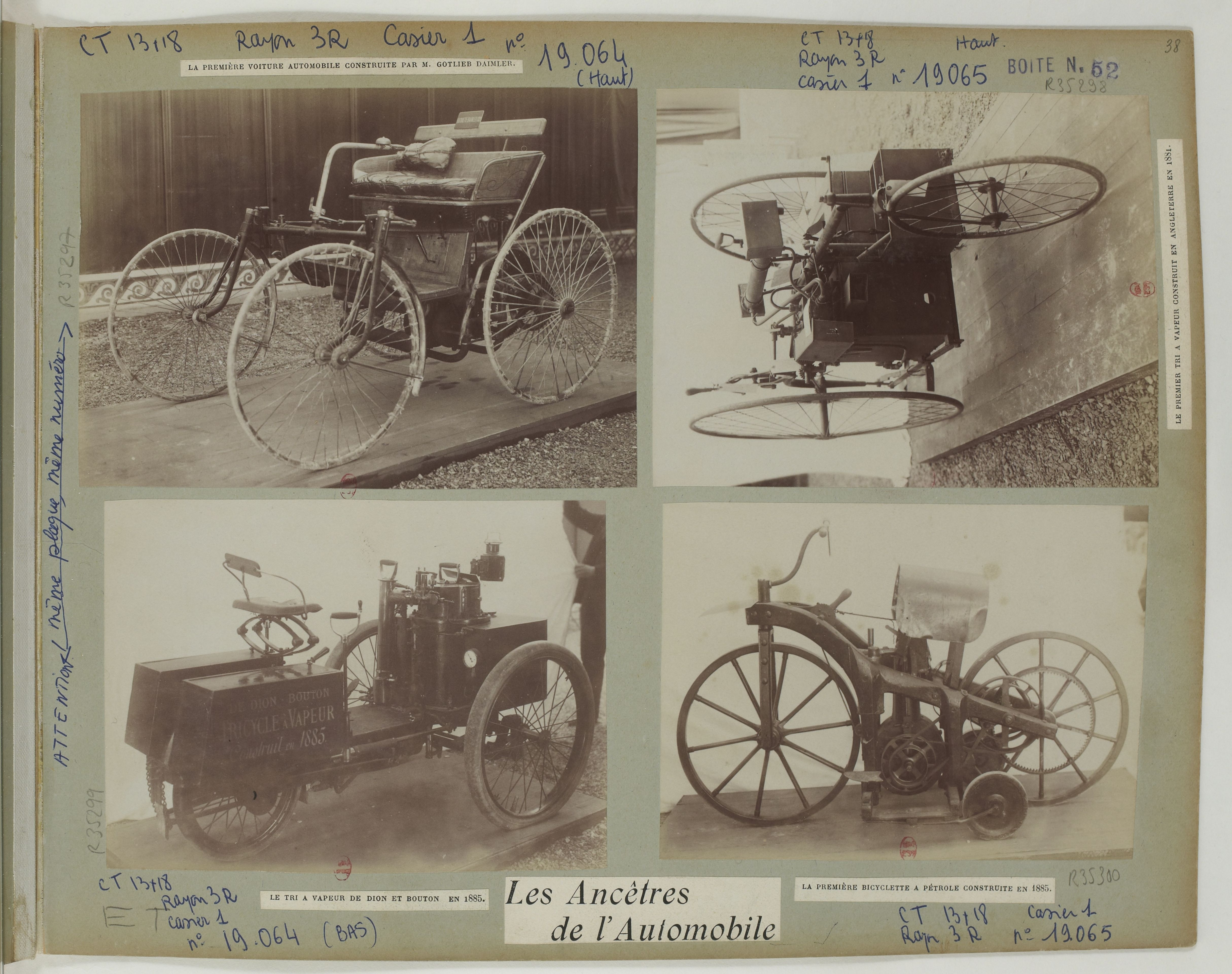
Фото з колекції Жуля Бо: перші в історії автомобілі і мотоцикл (1899)

Конкуренти німецького винахідника Карла Бенца Готтліб Даймлер і Вільгельм Майбах з 1872 року працювали на підприємстві Gasmotoren-Fabrik Deutz AG, що належало Ніколаусу Отто й Ойгену Лангену. Бачачи недосконалість продукції фірми, друзі розвивали ідею створення легшого і меншого за розмірами транспортного двигуна внутрішнього згоряння, ніж ті, що випускалися на заводі. Керівництво «Deutz AG» не підтримувало починання інженерів, у зв'язку з чим у 1880 Даймлер вирішив покинути підприємство і відкрити в Бад-Каннштадті власну справу. У жовтні 1882 року конструктори заснували власну майстерню на Таубенхаймштрассе. Оранжерею викупленої вілли розширили рахунок прибудови, а підсобне приміщення перетворили на кабінет. В решті будинку розмістили майстерню для випробувань. Даймлер та Майбах планували розробити такий двигун, який можна було б використовувати на суші, на воді та у повітряному просторі.
Наприкінці 1883 року німецькі конструктори запатентували свій перший двигун, який працював на лігроїні. Через два роки був представлений досконаліший силовий агрегат із одиночним горизонтальним циліндром. У тому ж 1885 році Майбах розробив і запатентував випарний карбюратор, що дозволило замість світильного газу використовувати рідинне пальне. Новий двигун внутрішнього згоряння, виготовлений з урахуванням досягнень інженерів, мав вертикальне розташування циліндрів і видавав потужність в 1 кінську силу. Ця конструкція згодом для демонстрації своїх експлуатаційних характеристик була встановлена на перший у світі мотоцикл із бензиновим двигуном «Daimler Reitwagen». Але на цьому інженери не зупинились, так як їхньою метою був легкий і потужний двигун для автомобіля.

### Створення

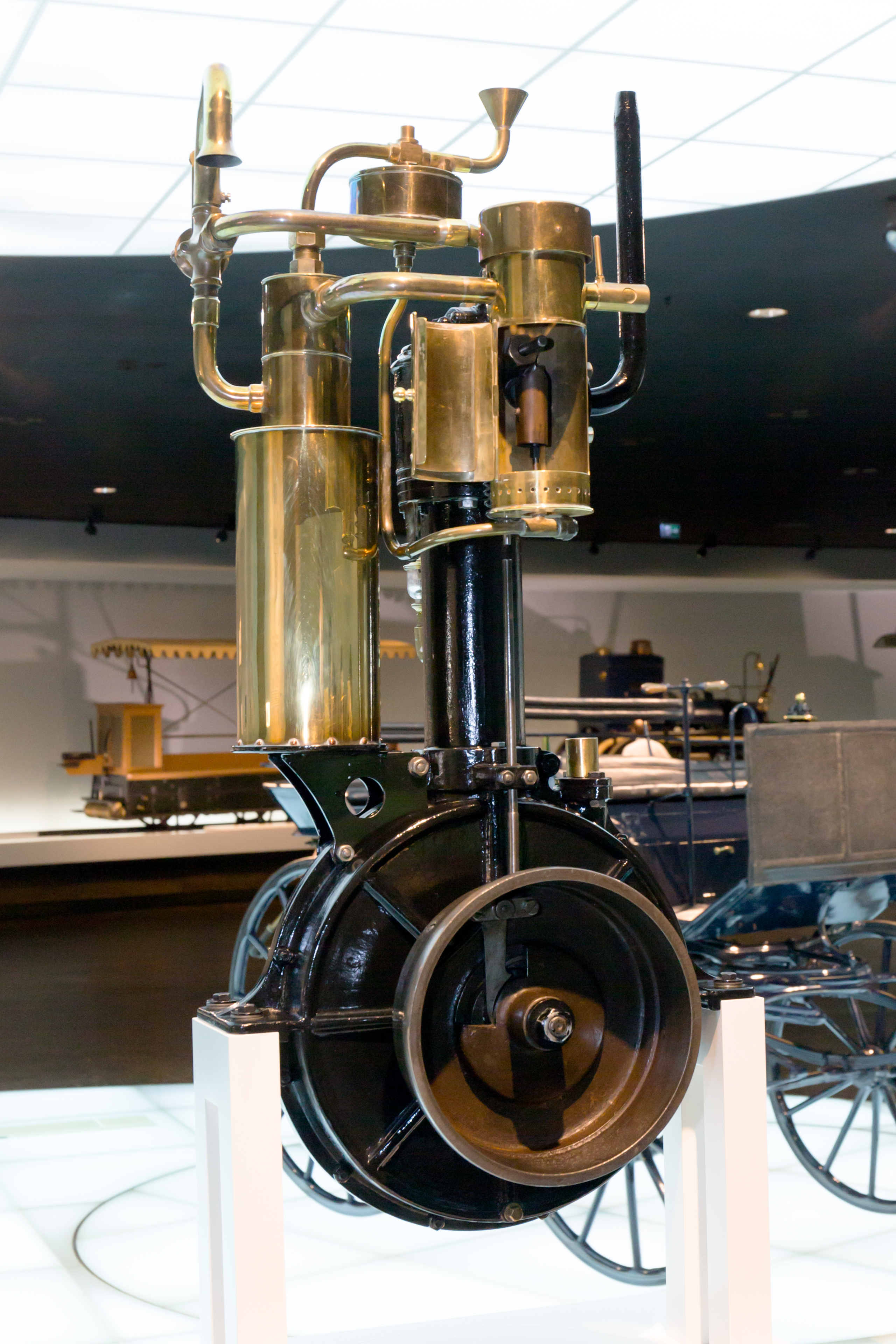
Двигун Даймлера і Майбаха

Незважаючи на консервативність деяких поглядів Даймлера, прагнення досконалості та інноваційності Майбаха зробило свою справу. Нова розробка Готліба та Вілгельма, двомісний автомобіль «Daimler Stahlradwagen», було продемонстровано в експозиції Всесвітньої виставки у Парижі 1889 року на стенді «Автомобілі і технічний прогрес». Для привернення уваги Готліб Даймлер встановив тридцять електричних лампочок навколо свого стенда. Нова конструкція автомобіля німецьких винахідників була повністю виконана зі сталі, що відповідало духу виставки. На ній уперше було встановлено V-подібний двигун з двома циліндрами і трансмісія на базі зубчастих передач. Цей же двигун вже встановлювався на моторний човен «Neckar» і довів життєздатність інноваційної системи для застосування її на воді після тестування прототипу на річці Сена.
На відміну від «Benz Patent-Motorwagen», триколісного першого прототипу автомобіля від Карла Бенца, транспортний засіб Даймлера мав чотири колеса, що більше зближує його за зовнішнім виглядом із сучасними автомобілями. На унікальний V-подібний двигун 9 червня 1889 року Вільгелм Майбах отримав патент DRP № 50839. Трубчаста рама автомобіля слугувала своєрідним радіатором — всередині неї циркулювала охолоджувальна рідина. Маса конструкції становила 300 кг. Автомобіль мав успіх на виставці й одразу ж знайшов своїх перших прихильників.
Історичне значення моделі «Daimler Stahlradwagen» полягає не лише в її інноваційних рішеннях: саме завдяки увазі до нової розробки, французький інженер Арман Пежо вирішив припинити випускати велосипеди і парові системи й почав складати серійні автомобілі за новою німецькою системою. З цією метою він налагодив партнерство з Готтлібом Даймлером, чим, у певній мірі, заклав основи автомобілебудування у Франції. Крім цього, розробкою зацікавились інженери Еміль Левассор і Рене Панар. Перші французькі автомобілі були виготовлені Арманом Пежо у 1890 році а Р. Панаром і Е. Левассором в середині 1891 року. Крім того, двигуни Даймлера і Майбаха також експортувались до Америки.
У 1890 році Готтліб і Вільгельм заснували компанію «Daimler-Motoren-Gesellschaft» з метою налагодження виробництва двигунів внутрішнього згоряння, а згодом і автомобілів. Модифікована версія автомобіля «Daimler Stahlradwagen» продавалась компанією в період з 1892 до 1895 року під назвою «Daimler Motorwagen». Вона була розроблена без участі Даймлера і Майбаха, так як вони покинули компанію у 1892 році. Відповідальним за модифікацію виступав Макс Шредтер, новий технічний директор «Daimler-Motoren-Gesellschaft». Тим не менше, ні Шредтер, ні його автомобіль не досягли великого успіху і, як наслідок, компанія перебувала на грані банкротства в середині 1895 року. Так тривало аж поки конструктори знову не очолили підприємство, вивівши його з критичного становища.
На сьогоднішній день репродукцію автомобіля «Daimler Stahlradwagen» можна побачити в Музеї Мерседес-Бенц у Штутгарті (Німеччина).

## Опис автомобіля

### Дизайн

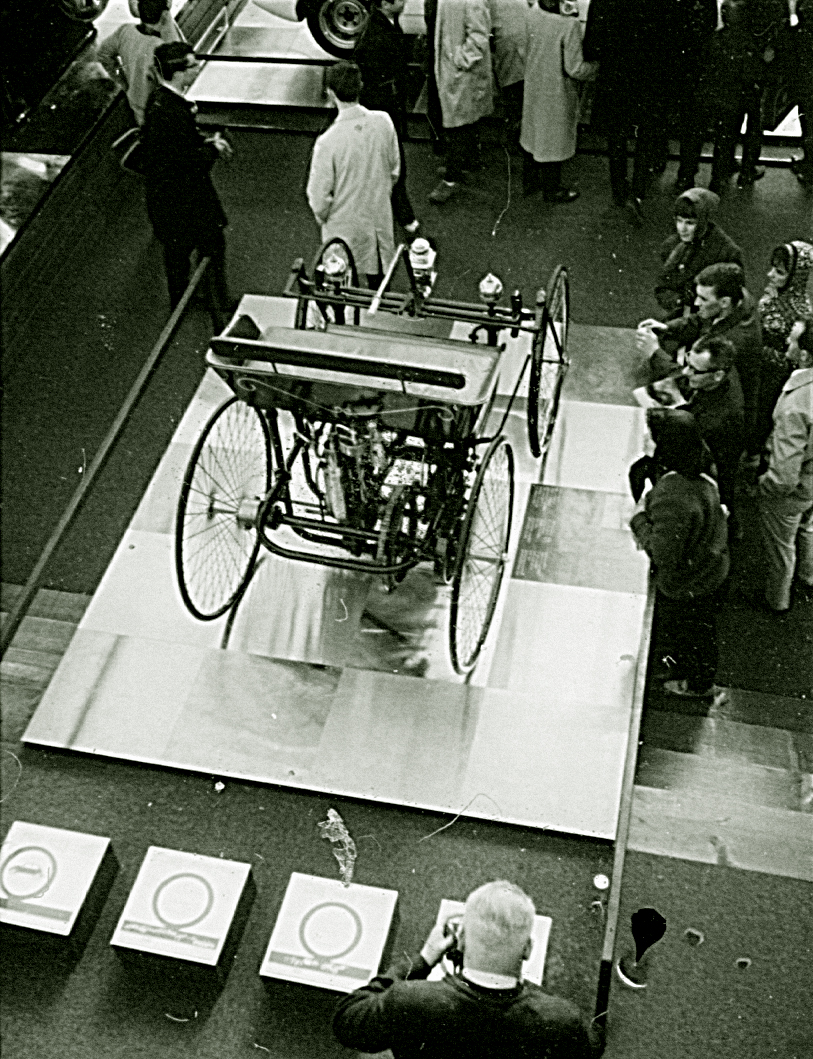
Автомобіль на виставці 1967 року у Німеччині

На вигляд транспортний засіб був схожий на двомісну карету без верху і нагадував два об'єднаних велосипеди, скріплених місцями для сидіння. Тим не менше, його концепція та цілісна конструкція була дуже близькою до звичних автомобілів: чотири майже однакового розміру колеса, кермо у вигляді поворотного важеля, сидіння для водія та пасажира, потужний та компактний двигун, гальмівна система, коробка передач та система освітлення. Усі елементи конструкції були виконані зі сталі. Перед важелем управління колесами встановлювався латунний освітлювальний ліхтар, а з обох боків від нього розташовувалися блискучі мідні кулі., що слугували розширювальними бачками системи охолодження.

### Двигун
На автомобілі було встановлено чотиритактний бензиновий двоциліндровий V-подібний двигун з водяним охолодженням і електричною системою запалювання. Двигун розташовувався вертикально перед задньою віссю під сидінням. Робочий об'єм становив 565 см3. Кут розвалу між циліндрами становив 17°. Діаметр циліндрів був 60 мм, хід поршня — 100 мм. Потужність двигуна була 1,5 кінської сили при 700 об/хв. Основною перевагою нового двигуна була легкість конструкції — маса силового агрегату становила всього 40 кілограм.
На автомобілі не було паливного бака — 2 л пального заливались безпосередньо у карбюратор.

### Шасі

#### Підвіска
Рама автомобіля з пружинною (невеликі циліндричні пружини) підвіскою була виготовлена на замовлення зі сталевих труб компанією-виробником велосипедів «Neckarsulmer Stahlfabriken», по якій циркулювала охолодна рідина. Передній міст було реалізовано у вигляді балки, жорстко прикріпленої до несучих елементів рами. Кермо було характерним для свого часу і мало вигляд поворотного Г-подібного важеля, який через спільну рульову тягу забезпечував поворот вилок з колесами.

#### Трансмісія
Проект чотириколісного автомобіля дав можливість Вільгельму Майбаху провести експерименти із системою трансмісії. В результаті модель оснащувалась чотириступінчастою механічною коробкою перемикання передач із зубчастими колесами. Одна з пар зубчастих коліс постійно перебувала у зачепленні у той чи інший момент часу. Перша передача дозволяла автомобілю їхати зі швидкістю до 5 км/год, четверта — з максимальною швидкістю. Передача заднього ходу на моделі була відсутня. Привод на задні колеса здійснювався через фрикційну конусну муфту зчеплення, коробку передач і диференціал.
Від працездатності транспортного засобу і можливостей коробки передач був у захваті інженер майбутньої компанії «Renault» під час тривалого тест-драйву в Парижі. Завдяки своїм якостям вона послужила зразком для багатьох наступних трансмісій із зубчастими передачами для легкових автомобілів. Єдиним недоліком даної конструкції був той факт, що технології того часу не забезпечували оптимальної міцності шестерень, у зв'язку з чим термін їхньої служби залишав бажати кращого.

#### Гальмівна система
На лівому задньому колесі автомобіля було встановлено гальмівний барабан із зовнішнім стрічковим гальмом, який активувався за допомогою важеля біля сидіння водія. Ножне гальмо на моделі було відсутнє.

#### Колеса і шини
На автомобіль «Daimler Stahlradwagen» встановлювались різнорозмірні (задні — великі, передні — малі) сталеві колеса каретного типу з дротяними спицями. Таке рішення було достатньо неординарним для тих часів як з точки зору дизайну, так і конструкції, так як інженери віддавали перевагу деревині при виробництві коліс. Шини для коліс біли виготовлені з вулканізованого каучуку.